# Trichaspis
Trichaspis  (лат.) — род жуков щитоносок (Cassidini) из семейства листоедов.
Афротропика (Экваториальная и Южная Африка). Форма тела овальная, покрыты многочисленными волосками. Растительноядная группа, питаются растениями различных семейств, в том числе сложноцветными (Asteraceae: Pechuel-Loeschea leubnitziae), Pappea capensis (Sapindaceae).
- Trichaspis brevicornis Borowiec, 2002 — Намибия
- Trichaspis erinacea Borowiec, 2002 — Заир
- Trichaspis hincksi (Shaw, 1961) — Заир
- Trichaspis louwi Borowiec, 2002 — Южная Африка
- Trichaspis minutissima Borowiec, 2002 — Замбия
- Trichaspis pilosa (Spaeth 1911) — Южная Африка
- Trichaspis pilosula (Boheman, 1862) — Намибия
- Trichaspis tomentosa Borowiec, 2002 — Южная Африка, Намибия, ЮАР